# وسيم جعفري
وسيم جعفري  هو أخصائي باكستاني في أمراض الجهاز الهضمي .وأستاذ في الطب ورئيس قسم الجهاز الهضمي في جامعة الآغا خان في كراتشي.حصل على تعليمه الثانوي في مدرسة دون بوسكو الثانوية في مدينة لاهور . انتقلت عائلته من لاهور إلى كراتشي حيث درس في كلية العلوم دي جي . وايضا درس الطب في كلية داو الطبية، وحصل على درجة بكالوريوس في إدارة الأعمال من جامعة كراتشي. 
تلقى الدكتور جعفري تدريباً في الطب العام والجهاز الهضمي بين عامي 1978 و1984 من إنجلترا. وهو واحد من كبار اختصاصيي أمراض الجهاز الهضمي في منطقته. وقد نشر أكثر من 70 منشورا في المجلات العلمية . ومجالات اهتمامه الرئيسية هي أمراض الكبد المزمنة من التهاب الكبد B و C.